# Es ist euch gut, daß ich hingehe
Es ist gut euch, dass ich hingehe (Il est avantageux pour vous que je m’en aille), (BWV 108), est une cantate religieuse composée par Johann Sebastian Bach à Leipzig en 1725 pour le quatrième dimanche après Pâques qui tombait cette année le 29 avril.

## Histoire et livret
Bach compose la cantate durant sa deuxième année à Leipzig à l'occasion du quatrième dimanche après Pâques. Pour cette destination liturgique, une autre cantate a franchi le seuil de la postérité : la BWV 166. Les lectures prescrites sont tirées de l'épître de Jacques, « Chaque bon présent vient du Père des lumières » (chapitre 1, verset 17–21) et de l'évangile selon Jean, Jésus annonce le paraclet dans son message d'adieu (chapitre 16, verset 5–15). Durant sa deuxième année, Bach compose des cantates chorales entre le premier dimanche après la Trinité et le dimanche des Rameaux mais revient pour Pâques à des cantates sur des textes plus variés, peut-être parce qu'il a perdu son librettiste. Il s'agit de la deuxième sur les neuf cantates pour la période située entre la Pentecôte basée sur des textes de Christiana Mariana von Ziegler (pour les mouvements 2, 3 et 5), après Ihr werdet weinen und heulen (BWV 103),. Bach raccourcit ici son texte comme dans les autres cantates. Il commence, comme plusieurs autres de la période, avec un solo de basse comme Vox Christi rapportant une citation de la Bible. Le quatrième mouvement comprend une autre citation. Les deuxième et troisième mouvements traitent de l'espoir du Salut. Le cinquième mouvement est une prière pour être guidé jusqu'à la mort. Le poète prend pour le choral final la dixième strophe du cantique Gott Vater, sende deinen Geist (1653) de Paul Gerhardt exprimant la foi dans la direction de Dieu.
Le thème du choral est basé sur le psaume Kommt her zu mir, spricht Gottes Sohn qui est une version du chant profane Es ist nicht lang, daß es geschah dont l'origine se retrouve en Allemagne du sud autour de 1490. La mélodie apparaît en 1530 dans un texte de Georg Grünwald, «Ain schöns newes Christlichs Lyed», publié pour les Mennonittes ou les Baptistes.

## Structure et instrumentation
La cantate est écrite pour deux hautbois d'amour, deux violons, alto, basse continue, trois solistes vocaux alto, ténor, basse et chœur à quatre voix.
Il y a  six mouvements :
1. aria (basse) : Es ist euch gut, daß ich hingehe
2. aria (ténor) : Mich kann kein Zweifel stören
3. récitatif (ténor) : Dein Geist wird mich also regieren
4. chœur : Wenn aber jener, der Geist der Wahrheit kommen wird
5. aria (alto) : Was mein Herz von dir begehrt
6. choral : Dein Geist, den Gott von Himmel gibt

## Musique
Comme pour la cantate pour la même occasion l'année précédente, Wo gehest du hin? (BWV 166), Bach donne le premier mouvement, la citation du septième verset de l'Évangile, à la basse en tant que Vox Christi. Le mouvement n'a pas de titre et se situe entre l'aria et l'arioso. Un hautbois d'amour comme instrument obbligato joue de longues mélodies. L'aria suivante est dominée par un solo virtuose de violon. Un court récitatif secco mène à la citation de la Bible suivante, treizième verset de l'Évangile, interprété cette fois par le chœur. Il est divisé en trois sections semblables à une forme da capo. Les trois parties sont des fugues combinées à la façon de motets, les instruments jouant essentiellement colla parte avec les voix. La première section couvre le texte commençant avec Wenn aber jener, der Geist der Wahrheit, kommen wird (« Mais quand celui-là, l'Esprit de Vérité, entrera »); la deuxième section commence avec Denn er wird nicht vom ihm selber reden (« Car il ne parlera pas de son plein gré ») et la troisième section avec und was zukünftig ist, wird er verkündigen (« et ce qui est à venir, Il prédit ») sur un sujet fugué semblable au premier. La dernière aria est accompagnée par les cordes, dominées par le premier violon. Le choral de clôture est organisé en quatre parties sur la mélodie de Kommt her zu mir, spricht Gottes Sohn.